# بیت خلاف
بیت خلاف شهری کوچک در ۱۰ کیلومتری غرب جرجا در میانه مصر است.

## آثار تاریخی
در بیرون شهر دو مصطبه آجری بزرگ از دودمان سوم وجود دارند. بزرگترین آن‌ها، که K۱ نام دارد، آثاری از شاه جوزر در خود دارد و در سال‌های ۱۹۰۰ تا ۱۹۰۲ میلادی کاوش شد. ابعاد این مصطبه ۸۶ در ۴۵ در ۹ متر است. زیربنا از جنس سنگ سخت و شن است که سازه‌ی زیرین تا ۱۹ متر پایین سطح زمین می‌رود. در یکی از اتاق‌های به خاکسپاری استخوان‌های انسان و تعداد زیادی کوزه‌ها و ظروف اهدایی پیدا شدند.
مصطبه K۲ دومین مصطبه بزرگ منطقه است که در آن جمجمه انسان به همراه نام فرعون ساناخت پیدا شده. این منطقه از نزدیک به ۱۰۰ سال پیش به این سو کاوش دوباره نشده است.